# Шосе в Словенії

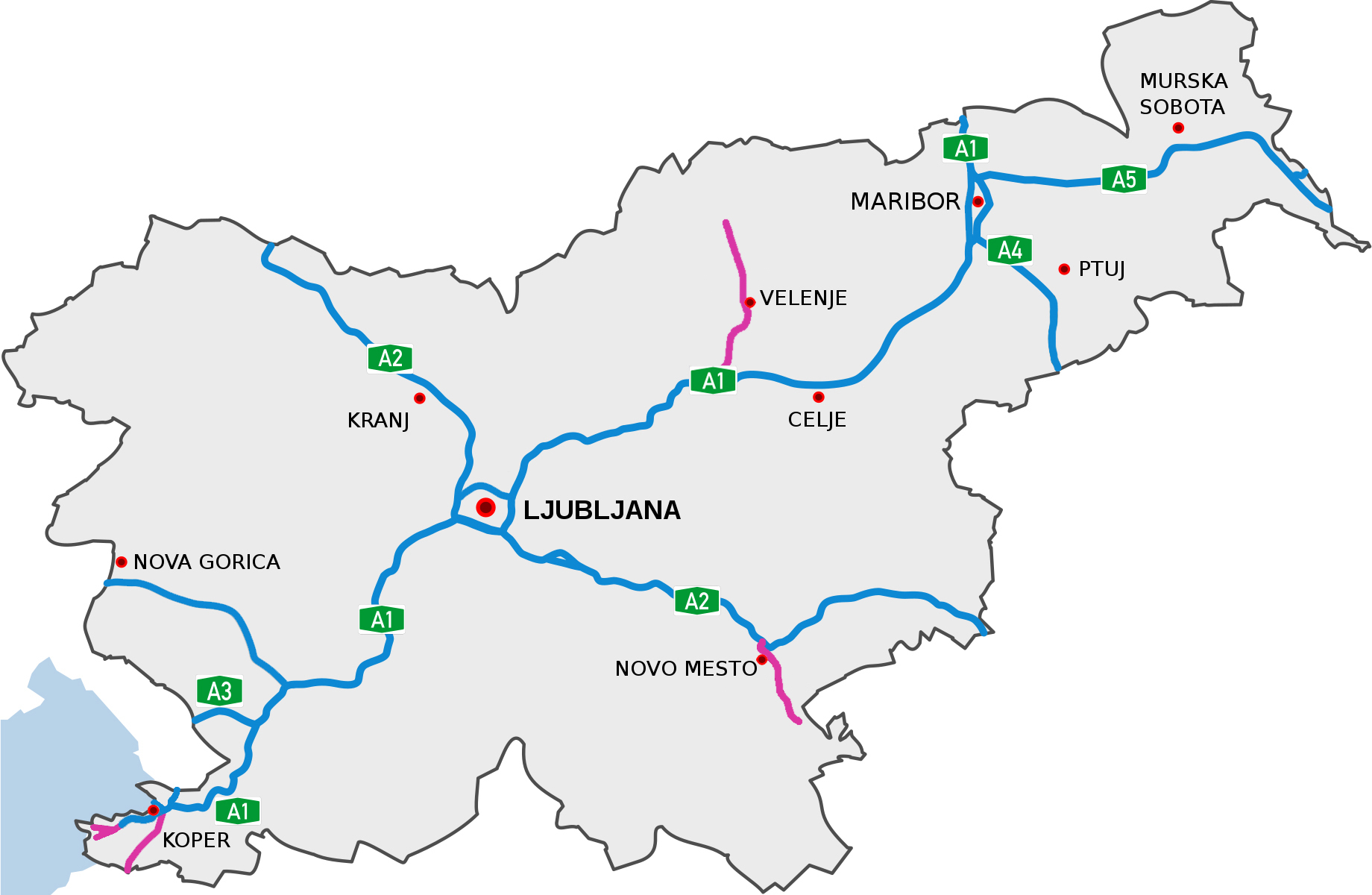
Автостради в Словенії в 2020 році

Автомобільні шляхи в Словенії (англ. Highways in Slovenia) — центральні державні дороги Словенії і поділяються на автомагістралі (словен. avtocesta, AC) та швидкісні траси (hitra cesta, HC). Автостради — це подвійні проїзні частини з обмеженням швидкості 130 кілометрів за годину (81 миля/год). Вони мають біло-зелені дорожні знаки, як в Італії, Хорватії та інших сусідніх країнах. Швидкісні дороги — це другорядні дороги, також подвійні проїзні частини, як правило, без жорсткого плеча. Вони мають обмеження швидкості 110 кілометрів за годину (68 миля/год) і мають біло-блакитні дорожні знаки.
Шляхи та допоміжні споруди в Словенії управляються державною автомобільною компанією в Республіці Словенія ( Družba za avtoceste v Republiki Sloveniji , скорочення DARS ), створеною у 1994 році. Станом на  січень 2011 року, DARS  керує та утримує 544,3 км автомобільних доріг, 73,3 км швидкісних магістралей, 161 км під'їзних доріг та 27 км зон відпочинку.  З 1 червня 2008 року користувачі автомобільних доріг у Словенії повинні придбати віньєтку: доступні 7-денні, 1-місячні та річні пропуски.

## Автостради
| № | Від              | До       | км    | Електронні дороги |
| - | ---------------- | -------- | ----- | ----------------- |
|   | Шентиль          | Копер    | 245.3 |                   |
|   | Тунель Караванкс | Обрежжя  | 174.5 |                   |
|   | Дівача           | Сежана   | 11.3  |                   |
|   | Слівниця         | Грушкове | 33.7  |                   |
|   | Драгучова        | Пенс     | 79.6  |                   |

## Швидкісні дороги
| № | Від                   | До                          | км      |
| - | --------------------- | --------------------------- | ------- |
|   | Задоброва             | Косезе                      | 10,2 км |
|   | Раздрто               | Вртойба                     | 42,1 км |
|   | Spodnje Škofije       | Копер                       | 7,8 км  |
|   | Копер                 | Ізола                       | 5,2 км  |
|   | Долга Вас (розв'язка) | Долга Вас (перетин кордону) | 3,5 км  |

## Історія
Перша магістраль у Словенії була відкрита в 1972 році, з'єднуючи Врхіку та Постойну.  Побудована під реформістським настроєним комуністичним урядом Стане Кавчича. План розвитку передбачав сучасну мережу автомобільних доріг, що охоплює Словенію та з'єднує республіку з Італією та Австрією. Після того, як на початку 1970-х років реформістська фракція Комуністичної партії Словенії була скинута, розширення словенської автомобільної мережі зупинилося. 
У 1994 році нова країна почала  Програму будівництва національних автомагістралей ( словен. Nacionalni program izgradnje avtocest v Republiki Sloveniji, NPIA), ефективно повторно використовуючи старі комуністичні плани. З тих пір зведення 528 км автострад, швидкісних та подібних доріг завершено , полегшуючи проїзд автомобільного транспорту по всій країні та забезпечуючи набагато краще дорожнє обслуговування між Східною та Західною Європою. Це спонукало до розвитку транспортної та експортної галузей.
Відповідно до Закону про словенські автомобільні компанії, що діє з грудня 2010 року, будівництво та будівництво автомобільних доріг у Словенії здійснюється та фінансується приватними компаніями, насамперед Автомобільною компанією в Республіці Словенія (планується стати принаймні частково приватною), тоді як стратегічне планування та придбання земель для їх курсу здійснюється та фінансується державою.   Автомобільні дороги належать DARS. 
Очевидний повільний темп будівництва словенських автомагістралей у напрямку північ-південь, порівняно із напрямком схід-захід, був джерелом певних спекуляцій у хорватських ЗМІ, оскільки Хорватія побудувала багато автомагістралей на північ (у напрямку до Словенії), проте інша сторона ще не пішла за їх прикладом, тим самим впливаючи на зв'язки Хорватії із Західною Європою через Словенію.  Це попри деякі домовленості на рівні офіційного уряду.  Зокрема, це стосується доріг між Трієстом / Копером та Істрією / Рієкою, маршрутом Любляна- Загреб, а також Марібор-Загреб.  Представники Міністерства транспорту Словенії відкинули твердження про те, що їх будівництво доріг відстає від Хорватії, сказавши, що вони є перебільшенням, оскільки їх загальне співвідношення кілометрів шосе на людину та інші статистичні дані є сприятливими.  У 2009 році було завершено перше із чотирьох запланованих з’єднань шосе, A2 Любляна-Обрежжя до Загреба. Другий, A4 Марібор-Грушкове в напрямку Загреба, був завершений у 2018 році. Станом на  2020, будівництво словенських ділянок як майбутніх автострад Пула-Копер, так і Рієка-Постойна призупинено, незважаючи на те, що сполучні ділянки на хорватській стороні вже давно завершені.